# Rudolf Julius Skrbenský z Hříště
Rudolf Julius Skrbenský z Hříště (1620 – po 1684) byl slezský a moravský šlechtic z rodu Skrbenských z Hříště.

## Život
Narodil se jako syn Jana Skrbenského z Hříště a jeho manželky Judity Bruntálské z Vrbna. Od roku 1645 se v doprovodu vyslance Jana Maxmiliána z Lamberka účastnil mírových jednání o ukončení třicetileté války v Osnabrücku. Zde také později konvertoval ke katolictví.
| „                                    | Léta Páně 1649, dne 13. měsíce Julii, pan Rudolf Skrbenský, brater můj, který v Minstru a Osnabruku od začátku až do zavření pokoje při těch traktacích u jeho milosti pana hraběte Jana Maxmiliána z Lamberku byl, na Šenov v dobrém zdraví přijel, však ne tak zouplna, jak jest odjel, a to že jest náboženství své změnil, toho, co jest jednú Pánu Bohu slíbil, nezderžel a ku katolíkúm připadl, ačkoli sme nad příjezdem všichni nemálo se utěšili, však naproti tomu jeho odstúpení se serdečně zarmútili, čehož Bůh se polituj. | “ |
| — Kryštof Bernard Skrbenský z Hříště | |   |

V lednu 1653 odcestoval spolu s vyslancem hrabětem Lamberkem na diplomatickou misi do Španělska. Po návratu ze Španělska (v říjnu 1656) se 28. ledna 1657 oženil s Polyxenou Kobylkovou z Kobylího, vdovou po Zikmundovi Ferdinandovi Sakovi z Bohuňovic. Z manželství se narodily děti: Jan Maxmilián († 1707), Bernart Josef († před 1755) a Marie Regina († 1715).